# كيفن بيرس (لاعب دوري الرغبي)
كيفن بيرس (بالإنجليزية: Kevin Pearce)‏ هو لاعب دوري الرغبي نيوزيلندي، ولد في عقد 1930 في نيوزيلندا.